# 聖迭戈電車橙線
聖地牙哥電車橘線是由圣迭戈都会运输系统下聖地牙哥有軌電車公司經營，往返聖地牙哥市中心和埃爾卡洪的輕軌路線。本路線是聖地牙哥有軌電車系統中四條路線之一，其他三條為藍線、綠線，和銀線。

## 歷史
橘線是聖地牙哥有軌電車系統第二條路線，於1986年3月開始營運，最初行駛聖地牙哥市市中心和歐幾里得大街（Euclid Avenue）。本線東端分別於1989年5和6月延伸到春街（Spring Street）與埃爾卡洪、1995年8月到桑蒂市中心，西端於1990年延伸至聖地牙哥會議中心和煤氣燈街區。2005年7月吉萊斯皮機場和桑蒂市中心間服務被新開業的綠線電車取代，2012年9月2日時東端的終點縮短到埃爾卡洪轉運中心，西端的終點改到聖地牙哥聯合車站。西端終點於2017年6月11日縮短至美國廣場（America Plaza），2018年4月29日再縮至新建的法院大樓站（Courthouse）。本線通車時被稱為「東線」，1997年11月時才改為「橘線」。

## 行經車站
| 聖地牙哥電車橘線 （聖地牙哥市中心－埃爾卡洪阿爾內列大街） |                |      |          |        |        |                              |
| 站名                                                      | 轉乘路線       | 公車 | 傳統鐵路 | 停車場 | 詢問處 | 附近地標                     |
| 阿爾內列大街 （Arnele Avenue）                                         | 綠線           |      |          |        |        | 園道廣場（Parkway Plaza）                 |
| 埃爾卡洪轉運中心 （）                                     | 綠線           |      |          |        |        |                              |
| 阿馬亞車道 （）                                           | 綠線           |      |          |        |        |                              |
| 葛羅斯蒙特轉運中心 （）                                   | 綠線           |      |          |        |        |                              |
| 拉米薩大道 （La Mesa Boulevard）                                           |                |      |          |        |        |                              |
| 春街 （Spring Street）                                                 |                |      |          |        |        |                              |
| 檸檬林站 （Lemon Grove Depot）                                             |                |      |          |        |        |                              |
| 麻薩諸塞大街 （Massachusetts Avenue）                                         |                |      |          |        |        |                              |
| 印坎多／六十二街 （Encanto/62nd Street）                                     |                |      |          |        |        |                              |
| 歐幾里得大街 （Euclid Avenue）                                         |                |      |          |        |        |                              |
| 四十七街 （47th Street）                                             |                |      |          |        |        |                              |
| 三十二街與商業街 （32nd & Commercial）                                     |                |      |          |        |        |                              |
| 二十五街與商業街 （25th & Commercial）                                     |                |      |          |        |        |                              |
| 十二街與帝國大街轉運中心 （）                             | 藍線 綠線 銀線 |      |          |        |        | 沛可公園球場                 |
| 公園與市場 （Park & Market）                                           | 藍線 銀線      |      |          |        |        |                              |
| 聖地牙哥市學院 （City College）                                       | 藍線 銀線      |      |          |        |        | 聖地牙哥市學院、聖地牙哥高中 |
| 第五大街 （Fifth Avenue）                                             | 藍線 銀線      |      |          |        |        |                              |
| 市民中心 （Civic Center）                                             | 藍線 銀線      |      |          |        |        | 市政廳、霍頓廣場             |
| 法院大樓 （Courthouse）                                             |                |      |          |        |        |                              |

## 未來營運計畫

### 電車系統更新計畫
聖地牙哥有軌電車自1981年開始營運以來已逾三十年，部份設備已到使用年限，部份輕軌車輛也行駛逾250萬英里。電車更新計畫針對藍線、橘線和貨運路線設施做全面性更新。當這項7億2,000萬美元的計畫完成後，旅客和貨運業主將能享有更有效率的服務。這項工程自2010年秋天產開，將在2015年完工。主要項目包含：
1. 新低地板車輛：為加快上下車速度，新購57輛西門子S70-US電車（英语：Siemens S70）取代現有車輛，這會使部份乘客可直接使用車上所附斜坡上車，而不是輪椅升降機甚至梯子。這些新電車已在2013年1月9日投入橘線服務[9]。
2. 車站設施改善：為了讓前述新車能在藍線行駛，現有車站月臺需進行加高。除此之外，車站亦會設置較大的遮雨棚、座椅、垃圾桶，及顯示列車狀態的電子告示牌。月臺也會以較美觀的方式重新鋪面。
3. 軌道和號誌更新：除了對軌道、架空電車線、電力設備、號誌系統更新外，同時新設橫渡線以利單線運轉，並增設光纖通訊線。

### 聖地牙哥國際機場延伸計畫
2013年一月，聖地牙哥市市長巴伯·費爾納和SANDAG舉行將電車系統延伸到聖地牙哥國際機場可行性的討論。自2009年，SANDAG曾評估將電車系統延伸到機場的不同方案，其中一個可能是將橘線從市區沿北海港車道（North Harbor Drive）到機場航廈，並在沿途設站。

## 圖輯
- 美國廣場站的橘線電車。2008年1月